# Anabaena azollae
Espèce
Synonymes
- Trichormus azollae (Strasburger) Komárek & Anagnostidis

Anabaena azollae est une espèce de cyanobactéries de la famille des Nostocaceae, présente dans les régions tempérées, tropicales et subtropicales.
Ce sont des cyanobactéries filamenteuses phototrophes qui ont la capacité de fixer l'azote atmosphérique. Ces bactéries vivent en symbiose mutualiste avec des fougères aquatiques d'eau douce du genre Azolla auxquelles elles procurent l'azote ainsi fixé en échange de molécules synthétisées par la plante.
L'association symbiotique entre les fougères du genre Azolla et Anabaena azollae est mise à profit par l'Homme pour fertiliser les rizières, principalement en Asie. Les fougères sont cultivées soit comme engrais vert et incorporées dans le sol avant semis, soit comme culture associée avec le riz dans les rizières inondées. 